# Lenore Kight
Lenore M. Kight, na haar huwelijk bekend als Lenore Wingard, (Frostburg, 26 september 1911 – Cincinnati, 9 februari 2000) was een Amerikaans zwemster.

## Biografie
Kight, die opgroeide in en rond Pittsburgh, leerde zichzelf op veertienjarige leeftijd zwemmen. In 1933 won ze bij de nationale kampioenschappen op alle afstanden van de vrije slag.
Ze nam twee keer deel aan de Olympische Zomerspelen. Op de Spelen van 1932 in eigen land (Los Angeles) won ze zilver op de 400 meter vrije slag. Het verschil tussen goud en zilver was zo minimaal dat de officials een kwartier nodig hadden om tot een uitslag te komen. Haar landgenote Helene Madison won uiteindelijk met een wereldrecord het goud, Kight werd op een tiende van een seconde tweede. Vier jaar later, op de Olympische Spelen in Berlijn, bemachtigde Kight op dezelfde afstand de bronzen medaille, achter Rie Mastenbroek en Ragnhild Hveger. Madison deed niet mee aan die Spelen.
Kight won tijdens haar sportieve carrière 23 Amerikaanse titels, variërend van afstanden van 100 yards tot 1 mile. Als lid van de Carnegie Library Club uit Homestead (Pennsylvania) zette ze zeven wereld- en 24 Amerikaanse records op haar naam, voor ze in 1937 professioneel ging zwemmen. Haar grootste professionele overwinning behaalde ze dat jaar toen ze de 'marathon' won op de Toronto Canadian Exhibition. Ze was vele jaren zweminstructrice en zette leeftijdsgebonden records op haar naam tot een leeftijd van 75 jaar. In 1981 werd ze opgenomen in de International Swimming Hall of Fame.
Ze trouwde op 4 september 1935 met Cleon Wingard, waarna ze als Lenore Wingard meedeed aan de Spelen in 1936. Het stel kreeg een zoon en een dochter. Kight overleed in februari 2000 op 88-jarige leeftijd.

## Erelijst
- OS 1932, 400 m vrije slag
- OS 1936, 400 m vrije slag